# Refuge du Fond d'Aussois
Il refuge du Fond d'Aussois (2.324 m s.l.m.) è un rifugio alpino situato nel massiccio della Vanoise nelle Alpi della Vanoise e del Grand Arc. Si trova nel comune di Aussois.
Si trova nel parco nazionale della Vanoise.

## Accesso
L'accesso avviene da Aussois e passando dal Barrage de Plan-d'Amont. Si può salire con l'automobile fino ai parcheggi che si trovano tra il Barrage de Plan-d'Aval ed il Barrage di Plan-d'Amont. Dal parcheggio il rifugio è raggiungibile in un'ora circa.

## Ascensioni
- Pointe du Génépy - 3.551 m
- Pointe de Labby - 3.521 m
- Punta de l'Echelle - 3.432 m
- Pointe de l'Observatoire - 3.016 m

## Traversate
- Refuge de La Valette